# Toyouniversitetet

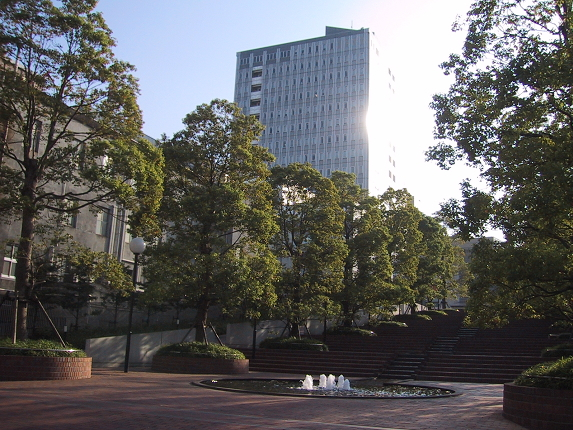
Toyouniversitetets Hakusan Campus i centrala Tokyo.

Toyouniversitetet (Tōyō Daigaku) är ett av den japanska huvudstaden Tokyos universitet. Universitetet grundades som Tetsugakukan ("filosofiinstitutet") år 1887 av Enryo Inoue. Under sin första tid erbjöd universitetet undervisning i filosofi, religion, etik, pedagogik, japanska och klassisk kinesiska. Inoue tryckte hårt på filosofins betydelse, som den vetenskap som ligger under de övriga vetenskaperna. 1906 flyttade institutet till Tokyo, och bytte namn först till Privatuniversitetet Tetsugakukan och senare till det namn universitetet bär idag.
Universitetet har, förutom grundutbildning på åtta olika fakulteter, forskarstudier och undervisning på gymnasienivå knuten till universitetet. Om man räknar bort gymnasieskolorna har Toyo ungefär 29 000 studenter (2006), och universitetet är spritt över fyra olika universitetsområden (campus) i centrala Tokyo och i mindre städer utanför Tokyo.